# Счётно-решающий прибор

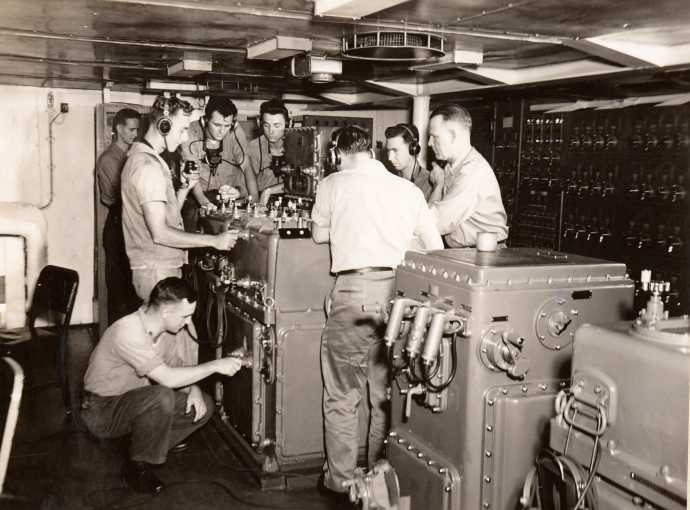
Баллистический вычислитель (компьютер) Ford Mk 1

Счётно-решающий прибор (СРП) или счётно-решающее устройство — историческое название аналоговых вычислительных устройств, в первую очередь военного назначения, для управления огнём артиллерии, высотного бомбометания и других военных задач, требующих сложных вычислений.

## Примеры

### СССР
В 1955 году в СССР был принят на вооружение комплекс ПВО С-25 Беркут, в котором применялась обработка данных от радиолокаторов и управление ракетами с применением счетно-решающего устройства. Главные конструкторы — С. Л. Берия и П. Н. Куксенко. Заместитель главного конструктора — А. А. Расплетин.

### США

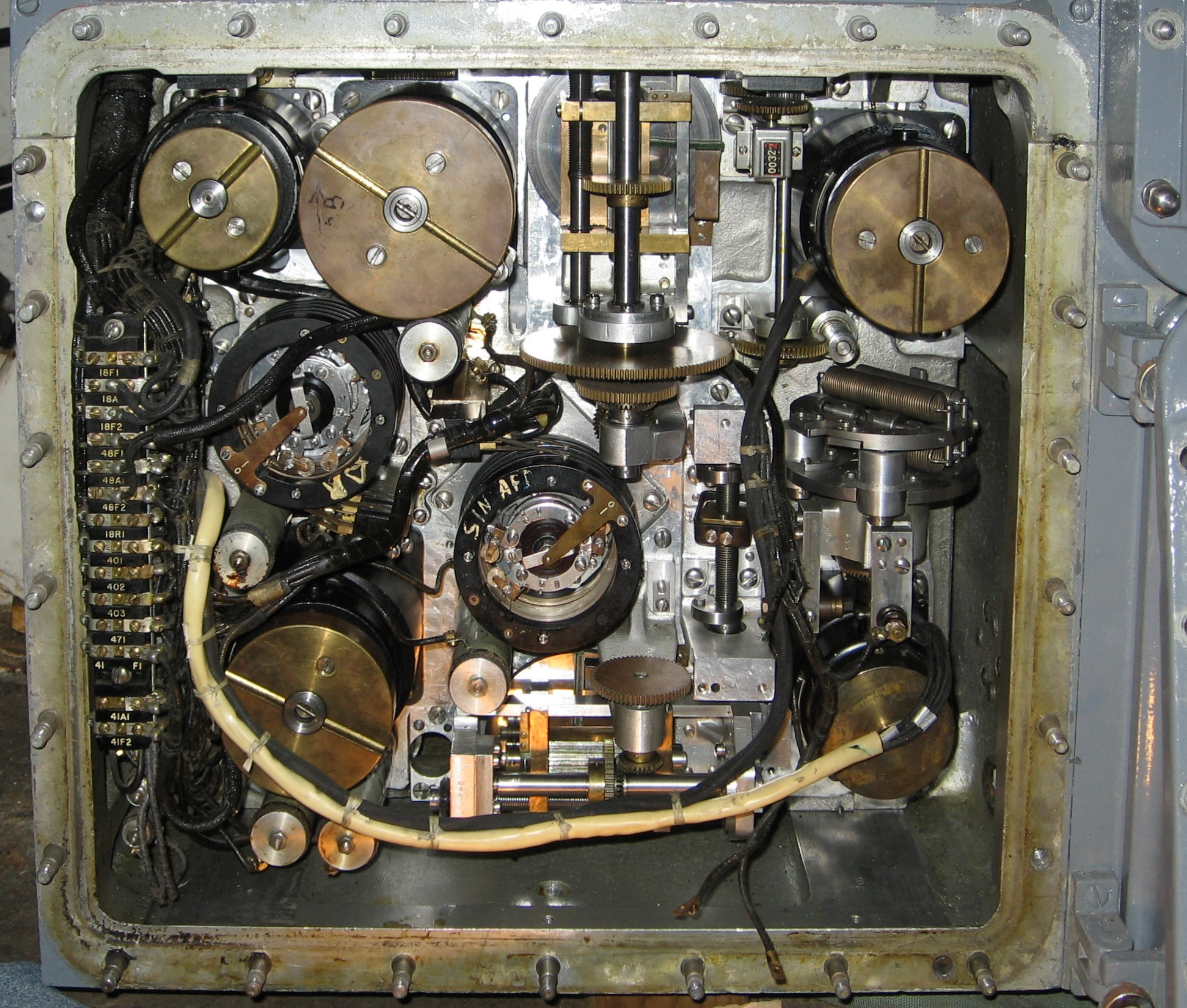
Torpedo Data Computer изнутри

В США были известны под названием Rangekeeper, что значит «следопыт». Развивались с начала XX века. Впервые в ВМФ США СРП был внедрён в 1916 году на корабле USS Texas (BB-35).
В 1940-х годах на флоте США стал применяться торпедный вычислитель Torpedo Data Computer.